# ボクシング世界4団体王座統一戦
ボクシング世界4団体王座統一戦は、ボクシング世界王座認定団体の主要4団体 (WBA・WBC・IBF・WBO)の全てのベルトを統一する為に行われた試合。

## 対戦カード
| 日時           | 対戦カード                                             | 階級                 | 開催地                          | リングアナウンサー       | イベント名                             |
| -------------- | ------------------------------------------------------ | -------------------- | ------------------------------- | ------------------------ | -------------------------------------- |
| 2004年9月18日  | バーナード・ホプキンス vs オスカー・デ・ラ・ホーヤ     | ミドル級             | MGMグランド・ガーデン・アリーナ | マイケル・バッファー     | It's History                           |
| 2017年8月19日  | テレンス・クロフォード vs ジュリアス・インドンゴ       | スーパーライト級     | ピナクル・バンク・アリーナ      | ルーペ・コントレラス     |                                        |
| 2018年7月21日  | オレクサンドル・ウシク vs ムラト・ガシエフ             | クルーザー級         | オリンピック・スタジアム        | デビッド・ディアマンテ   | WBSS CRUISER FINAL                     |
| 2021年5月22日  | ジョシュ・テイラー vs ホセ・カルロス・ラミレス         | スーパーライト級     | ヴァージン・シアター            | マーク・シュノック       | Undisputed                             |
| 2021年7月17日  | ジャーメル・チャーロ vs ブライアン・カスターニョ       | スーパーウェルター級 | AT&Tセンター                    | ジミー・レノン・ジュニア |                                        |
| 2021年11月6日  | サウル・アルバレス vs カレブ・プラント                 | スーパーミドル級     | MGMグランド・ガーデン・アリーナ | ジミー・レノン・ジュニア | Road to Undisputed                     |
| 2022年5月14日  | ジャーメル・チャーロ vs ブライアン・カスターニョ2      | スーパーウェルター級 | クリプト・ドットコム・アリーナ  | ジミー・レノン・ジュニア |                                        |
| 2022年6月5日   | ジョージ・カンボソス・ジュニア vs デヴィン・ヘイニー   | ライト級             | マーベル・スタジアム            | マイケル・バッファー     | Fight for Undisputed                   |
| 2022年12月13日 | 井上尚弥 vs ポール・バトラー                           | バンタム級           | 有明アリーナ                    | ジミー・レノン・ジュニア | Undisputed                             |
| 2023年7月29日  | エロール・スペンス・ジュニア vs テレンス・クロフォード | ウェルター級         | T-モバイル・アリーナ            | ジミー・レノン・ジュニア | Undefeated. Undisputed. Unprecedented. |
| 2023年12月26日 | 井上尚弥 vs マーロン・タパレス                         | スーパーバンタム級   | 有明アリーナ                    | ジミー・レノン・ジュニア |                                        |
| 2024年5月18日  | タイソン・フューリー vs オレクサンドル・ウシク         | ヘビー級             | キングダム・アリーナ            | マイケル・バッファー     | Ring of Fire                           |
| 2024年10月12日 | アルツール・ベテルビエフ vs ディミトリー・ビボル       | ライトヘビー級       | キングダム・アリーナ            | マイケル・バッファー     | Ⅳ Crown Showdown                       |
| 2025年5月3日   | サウル・アルバレス vs ウィリアム・スクール             | スーパーミドル級     | ANBアリーナ                     | マイケル・バッファー     | Fatal Fury                             |
| 2025年7月19日  | オレクサンドル・ウシク vs ダニエル・デュボア2          | ヘビー級             | ウェンブリー・スタジアム        | マイケル・バッファー     |                                        |